# Grand Prix Kanady 1968
Grand Prix Kanady 1968 (oryg. Player's Canadian Grand Prix) – 10. runda Mistrzostw Świata Formuły 1 w sezonie 1968, która odbyła się 22 września 1968, po raz pierwszy na torze Circuit Mont-Tremblant.
8. Grand Prix Kanady, drugie zaliczane do Mistrzostw Świata Formuły 1.

## Klasyfikacja
| Legenda oznaczeń w tabelach wyników Wyświetl szablon na nowej stronie | Legenda oznaczeń w tabelach wyników Wyświetl szablon na nowej stronie                                                                     |
| Oznaczenie                                                            | Wyjaśnienie |
| --------------------------------------------------------------------- | --- |
| Złoty                                                                 | Zwycięzca lub mistrzostwo |
| Srebrny                                                               | 2. miejsce lub wicemistrzostwo |
| Brązowy                                                               | 3. miejsce lub II wicemistrzostwo |
| Zielony                                                               | Ukończył, punktował (w klasyfikacji generalnej, gdy zdobył co najmniej jeden punkt na przestrzeni sezonu, poza trzema powyższymi opcjami) |
| Niebieski                                                             | Ukończył, nie punktował (w klasyfikacji generalnej, gdy nie zdobył co najmniej jednego punktu na przestrzeni sezonu)                      |
| Czerwony                                                              | Nie zakwalifikował się (NZ) |
| Czerwony                                                              | Nie prekwalifikował się (NPK) |
| Różowy                                                                | Nie ukończył (NU) |
| Różowy                                                                | Niesklasyfikowany (NS) (w klasyfikacji generalnej, gdy nie został sklasyfikowany w żadnym wyścigu sezonu)                                 |
| Czarny                                                                | Zdyskwalifikowany (DK) |
| Czarny                                                                | Wykluczony (WYK/EX) |
| Biały                                                                 | Nie wystartował (NW) |
| Biały                                                                 | Kontuzjowany (K/INJ) |
| Biały                                                                 | Wyścig odwołany (OD/C) |
| Bez koloru                                                            | Został wycofany (WYC/WD) |
| Bez koloru                                                            | Nie przybył (NP/DNA) |
| Bez koloru                                                            | Nie brał udziału w treningach (NT/DNP) |
| Bez koloru                                                            | Nie został zgłoszony (–) |
| Pogrubienie                                                           | Start z pole position |
| Kursywa                                                               | Najszybsze okrążenie wyścigu |
| †                                                                     | Nie ukończył, ale jego rezultat został zaliczony ze względu na przejechanie więcej niż 90% dystansu wyścigu.                              |
| *                                                                     | Sezon w trakcie |
| 1/2/3                                                                 | Punktowana pozycja w sprincie kwalifikacyjnym                                                                                             |
| Lista systemów punktacji Formuły 1                                    | |

| Pos | No | Kierowca             | Konstruktor   | Okrążeń | Czas/powód NU      | Poz. Start. | Punktów |
| --- | -- | -------------------- | ------------- | ------- | ------------------ | ----------- | ------- |
| 1   | 1  | Denny Hulme          | McLaren-Ford  | 90      | 2:27:11.2          | 6           | 9       |
| 2   | 2  | Bruce McLaren        | McLaren-Ford  | 89      | + 1 okrążenie      | 8           | 6       |
| 3   | 16 | Pedro Rodríguez      | BRM           | 88      | + 2 okrążenia      | 12          | 4       |
| 4   | 3  | Graham Hill          | Lotus-Ford    | 86      | + 4 okrążenia      | 5           | 3       |
| 5   | 21 | Vic Elford           | Cooper-BRM    | 86      | + 4 okrążenia      | 16          | 2       |
| 6   | 14 | Jackie Stewart       | Matra-Ford    | 83      | + 7 okrążeń        | 11          | 1       |
| NU  | 18 | Jean-Pierre Beltoise | Matra         | 77      | Skrz. biegów       | 15          |         |
| NU  | 9  | Chris Amon           | Ferrari       | 72      | Przen. napędu      | 2           |         |
| NU  | 15 | Johnny Servoz-Gavin  | Matra-Ford    | 71      | Wypadek            | 13          |         |
| NS  | 20 | Lucien Bianchi       | Cooper-BRM    | 56      | Nie sklasyfikowany | 18          |         |
| NU  | 19 | Henri Pescarolo      | Matra         | 54      | Ciśnienie oleju    | 19          |         |
| NU  | 6  | Jochen Rindt         | Brabham-Repco | 39      | Silnik             | 1           |         |
| NU  | 4  | Jackie Oliver        | Lotus-Ford    | 32      | Wał prz. napędu    | 19          |         |
| NU  | 5  | Jack Brabham         | Brabham-Repco | 31      | Zawieszenie        | 10          |         |
| NU  | 12 | Jo Siffert           | Lotus-Ford    | 29      | Wyciek oleju       | 3           |         |
| NU  | 11 | Dan Gurney           | McLaren-Ford  | 29      | Ukł. chłodzenia    | 4           |         |
| NU  | 24 | Piers Courage        | BRM           | 22      | Skrz. biegów       | 14          |         |
| NU  | 27 | Bill Brack           | Lotus-Ford    | 18      | Wał prz. napędu    | 20          |         |
| NU  | 8  | John Surtees         | Honda         | 10      | Skrz. biegów       | 7           |         |
| NU  | 22 | Jo Bonnier           | McLaren-BRM   | 0       | Probl. z paliwem   | 17          |         |
| NW  | 10 | Jacky Ickx           | Ferrari       |         |                    |             |         |